# ديفيد يموان
ديفيد يموان (بالإنجليزية: David Lemoine)‏ هو سياسي أمريكي، ولد في 25 مايو 1957 في ووترفيل في الولايات المتحدة. حزبياً، نشط في الحزب الديمقراطي. وقد انتخب أمين صندوق الدولة ‏ وانتخب عضو مجلس نواب مين.